# Alfredo Cisneros
Alfredo Cisneros Gómez – kubański zapaśnik w stylu wolnym. Trzykrotny medalista mistrzostw panamerykańskich, złoto w 2015 roku.